# Atle Pedersen
Atle Pedersen (Larvik, 27 de julio de 1964) fue un ciclista noruego, profesional entre 1988 y 1991 y posteriormente en 1993, cuyo mayor éxito deportivo lo logró en la Vuelta a España, donde conseguiría 1 victoria de etapa en la edición de 1990. 

## Palmarés
| 1985 - Campeonato de Noruega en Ruta 1986 - Campeonato de Noruega en Ruta 1988 - Roserittet DNV GP - 1 etapa de la Vuelta a Austria 1989 - 2.º en el Campeonato de Noruega en Ruta 1990 - 1 etapa de la Vuelta a España |